# ヴァレリ・カザイシュヴィリ
ヴァレリ・カザイシュヴィリ（Valeri Qazaishvili 、1993年1月29日 - ）は、ジョージア出身の同国代表プロサッカー選手。山東泰山足球倶楽部所属。ポジションはMF。
Kリーグ時代の登録名はヴァコ（ハングル: 바코）。

## クラブ経歴
2011年8月、フィテッセに加入。
2016年8月31日、レギア・ワルシャワにレンタル移籍。
2017年6月22日、サンノゼ・アースクエイクスに移籍。
2021年2月16日、Kリーグ1・蔚山現代FCに移籍。

## 代表歴
各年代でジョージア代表に選出されている。フル代表は2014年にデビュー。
2018 FIFAワールドカップ・ヨーロッパ予選では本戦出場権獲得には至らなかったものの、個人としては3ゴールを挙げる活躍を披露した。

### 代表戦でのゴール
2021年3月16日現在
| #   | 開催日         | 開催地   | 対戦国         | 得点 | 試合結果 | 試合概要                      |
| --- | -------------- | -------- | -------------- | ---- | -------- | ----------------------------- |
| 1.  | 2015年3月25日  | トビリシ | マルタ         | 2–0  | 2–0      | 親善試合                      |
| 2.  | 2015年9月4日   | トビリシ | スコットランド | 1–0  | 1–0      | UEFA EURO 2016予選            |
| 3.  | 2015年10月8日  | トビリシ | ジブラルタル   | 4–0  | 4–0      | UEFA EURO 2016予選            |
| 4.  | 2016年11月12日 | トビリシ | モルドバ       | 1–0  | 1–1      | 2018 FIFAワールドカップ予選   |
| 5.  | 2017年6月11日  | キシナウ | モルドバ       | 2–2  | 2–2      | 2018 FIFAワールドカップ予選   |
| 6.  | 2017年9月2日   | トビリシ | アイルランド   | 1–1  | 1–1      | 2018 FIFAワールドカップ予選   |
| 7.  | 2018年3月24日  | トビリシ | リトアニア     | 3–0  | 4–0      | 親善試合                      |
| 8.  | 2018年3月27日  | トビリシ | エストニア     | 2–0  | 2–0      | 親善試合                      |
| 9.  | 2018年10月13日 | トビリシ | アンドラ       | 1–0  | 3–0      | UEFAネーションズリーグ2018-19 |
| 10. | 2018年10月13日 | トビリシ | アンドラ       | 2–0  | 3–0      | UEFAネーションズリーグ2018-19 |
| 11. | 2020年11月15日 | トビリシ | アルメニア     | 1-1  | 1-2      | UEFAネーションズリーグ2020-21 |

## タイトル

### クラブ
レギア・ワルシャワ
- エクストラクラサ: 2016–17